# Okręty Marynarki Wojennej wycofane po 1947 roku
Okręty Marynarki Wojennej wycofane po 1947 roku – poniższa lista zawiera wykaz okrętów, które zostały wycofane z eksploatacji w Marynarce Wojennej po 1947 roku.

## Okręty

### Okręty podwodne
| Projekt   | Wyporność (tony)             | Długość (metry) | Zdjęcie         | Okręt                | Wejście do służby        | Wycofanie ze służby | Uwagi | Przypisy                                  |
| --------- | ---------------------------- | --------------- | --------------- | -------------------- | ------------------------ | --- | --- | ----------------------------------------- |
| typ Wilk  | nawodna: 980 podwodna: 1248  | 77,95           |                 | ORP „Ryś”            | 2 sierpnia 1931          | 8 września 1955 | Jednostki złomowano w 1956 roku | [ 1 ]                                     |
| typ Wilk  | nawodna: 980 podwodna: 1248  | 77,95           | ORP „Żbik”      | 20 lutego 1932       | 9 września 1955          | | Jednostki złomowano w 1956 roku | [ 1 ]                                     |
| typ Orzeł | nawodna: 1100 podwodna: 1650 | 84,0            |                 | ORP „Sęp”            | 16 kwietnia 1939         | 2 września 1969 | Złomowany w latach 1971–1972. | [ 1 ]                                     |
| M-XV      | nawodna: 283 podwodna: 353   | 49,5            |                 | ORP „Kaszub”         | 5 czerwca 1954           | grudzień 1963 | Okręt ex-radziecki. | [ 1 ] [ 2 ] [ 3 ] [ 4 ] [ 5 ] [ 6 ] [ 7 ] |
| M-XV      | nawodna: 283 podwodna: 353   | 49,5            | ORP „Mazur”     | 25 września 1954     | 1965                     | Okręt ex-radziecki. | | [ 1 ] [ 2 ] [ 3 ] [ 4 ] [ 5 ] [ 6 ] [ 7 ] |
| M-XV      | nawodna: 283 podwodna: 353   | 49,5            | ORP „Krakowiak” | 18 października 1954 | początek lat 60 XX wieku | Okręt ex-radziecki. | | [ 1 ] [ 2 ] [ 3 ] [ 4 ] [ 5 ] [ 6 ] [ 7 ] |
| M-XV      | nawodna: 283 podwodna: 353   | 49,5            | ORP „Ślązak”    | 18 października 1954 | początek lat 60 XX wieku | Okręt ex-radziecki. | | [ 1 ] [ 2 ] [ 3 ] [ 4 ] [ 5 ] [ 6 ] [ 7 ] |
| M-XV      | nawodna: 283 podwodna: 353   | 49,5            | ORP „Kujawiak”  | 27 maja 1955         | 1966                     | Okręt ex-radziecki. | | [ 1 ] [ 2 ] [ 3 ] [ 4 ] [ 5 ] [ 6 ] [ 7 ] |
| M-XV      | nawodna: 283 podwodna: 353   | 49,5            | ORP „Kurp”      | 27 maja 1955         | początek lat 60 XX wieku | Okręt ex-radziecki. | | [ 1 ] [ 2 ] [ 3 ] [ 4 ] [ 5 ] [ 6 ] [ 7 ] |
| proj. 613 | nawodna: 1100 podwodna: 1650 | 76,0            |                 | ORP „Orzeł”          | 29 listopada 1962        | 31 grudnia 1983 | Złomowany w 1986 roku. Okręt ex-radziecki, służący w MW ZSRR jako S-265.                                                                           | [ 1 ]                                     |
| proj. 613 | nawodna: 1100 podwodna: 1650 | 76,0            | ORP „Sokół”     | październik 1964     | 12 grudnia 1987          | Okręt ex-radziecki, służący w MW ZSRR jako S-278.                                                                                            | | [ 1 ]                                     |
| proj. 613 | nawodna: 1100 podwodna: 1650 | 76,0            | ORP „Kondor”    | 10 czerwca 1965      | 30 października 1985     | Okręt ex-radziecki, służący w MW ZSRR jako S-355.                                                                                            | | [ 1 ]                                     |
| proj. 613 | nawodna: 1100 podwodna: 1650 | 76,0            | ORP „Bielik”    | 1 lipca 1965         | 29 września 1988         | Okręt ex-radziecki, służący w MW ZSRR jako S-279.                                                                                            | | [ 1 ]                                     |
| proj. 641 | nawodna: 2207 podwodna: 2484 | 91,3            |                 | ORP „Wilk”           | 3 listopada 1987         | 10 października 2003 | Obie jednostki złomowano w 2005 roku w Gdańsku. Okręt ex-radziecki, służący w MW ZSRR jako B-98. W służbie radzieckiej znajdował się od 1963 roku. | [ 8 ] [ 9 ] [ 1 ]                         |
| proj. 641 | nawodna: 2207 podwodna: 2484 | 91,3            | ORP „Dzik”      | 7 grudnia 1988       | 7 listopada 2003         | Obie jednostki złomowano w 2005 roku w Gdańsku. Okręt ex-radziecki, służący w MW ZSRR jako B-441. Zwodowany w 1966 roku                      | | [ 8 ] [ 9 ] [ 1 ]                         |
| typ 207   | nawodna: 459 podwodna: 524   | 47,4            |                 | ORP „Sokół”          | 4 czerwca 2002           | 8 czerwca 2018 | Przeznaczony na okręt-muzeum. Jednostka ex-norweska, służąca w Sjøforsvaret jako KNM „Stord” (S-308) w latach 1967–2001. Zwodowany w 1966 roku.    | [ 10 ] [ 11 ]                             |
| typ 207   | nawodna: 459 podwodna: 524   | 47,4            | ORP „Kondor”    | 20 października 2004 | 20 grudnia 2017          | Przekazany Agencji Mienia Wojskowego w 2021 roku. Jednostka ex-norweska, służąca w Sjøforsvaret jako KNM „Kunna” (S-319) w latach 1964–2001. | [ 12 ] [ 10 ] [ 13 ] |                                           |
| typ 207   | nawodna: 459 podwodna: 524   | 47,4            | ORP „Sęp”       | 16 sierpnia 2002     | 14 grudnia 2021          | Jednostka ex-norweska, służąca w Sjøforsvaret jako KNM „Skolpen” (S-306) w latach 1966–2001. Zwodowany w 1966 roku.                          | [ 14 ] |                                           |
| typ 207   | nawodna: 459 podwodna: 524   | 47,4            | ORP „Bielik”    | 8 września 2003      | 14 grudnia 2021          | Jednostka ex-norweska, służąca w Sjøforsvaret jako KNM „Svenner” (S-309) w latach 1967–2001. Zwodowany w 1966 roku.                          | [ 14 ] |                                           |

### Niszczyciele
| Projekt     | Wyporność (tony)                   | Długość (metry) | Zdjęcie      | Okręt            | Wejście do służby | Wycofanie ze służby                                                                                        | Uwagi | Przypis       |
| ----------- | ---------------------------------- | --------------- | ------------ | ---------------- | ----------------- | --- | --- | ------------- |
| typ Wicher  | standardowa: 1540 pełna: 1910/2010 | 106,9           |              | ORP „Burza”      | 10 sierpnia 1932  | 24 lutego 1960 (ze służby czynnej)                                                                         | Od 1960 okręt muzeum. 31 grudnia 1976 skreślony ze stanu floty, złomowany                                     | [ 1 ]         |
| typ Grom    | standardowa: 2011 normalna: 2144   | 114,0           |              | ORP „Błyskawica” | 25 listopada 1937 | 1 stycznia 1975 (ze służby czynnej)                                                                        | Okręt muzeum na stanie floty.                                                                                 | [ 15 ] [ 16 ] |
| proj. 30bis | standardowa: 2240 pełna: 3181      | 120,5           |              | ORP „Grom”       | 15 grudnia 1957   | 1972 | Zatopiony jako element falochronu, w pobliżu Helu. W latach 1952–1957 służył we flocie ZSRR jako „Sposobnyj”. | [ 1 ]         |
| proj. 30bis | standardowa: 2240 pełna: 3181      | 120,5           | ORP „Wicher” | 29 czerwca 1958  | 1974              | Zatopiony jako element falochronu, w pobliżu Helu. W latach 1951–1958 służył we flocie ZSRR jako „Skoryj”. | [ 1 ] |               |

#### Niszczyciele rakietowe
| Projekt    | Wyporność (tony)              | Długość (metry) | Zdjęcie | Okręt          | Wejście do służby | Wycofanie ze służby | Uwagi | Przypis                     |
| ---------- | ----------------------------- | --------------- | ------- | -------------- | ----------------- | ------------------- | --- | --------------------------- |
| proj. 56AE | standardowa: 2850 pełna: 3600 | 127,5           |         | ORP „Warszawa” | 3 czerwca 1970    | 31 stycznia 1986    | Złomowany w 1987 roku w Świnoujściu. W latach 1956–1970 okręt służył we flocie ZSRR jako „Sprawiedliwyj”. Odkupiony został w 1969 roku. | [ 17 ] [ 18 ] [ 19 ]        |
| proj. 61   | standardowa: 3850 pełna: 4950 | 146,2           |         | ORP „Warszawa” | 9 stycznia 1988   | 5 grudnia 2003      | Okręt został w 2005 roku sprzedany na złom. 29 sierpnia 2005 jednostkę przeholowano do Gdańska, a następnie zezłomowano na terenie byłej Stoczni Gdańskiej. W latach 1969–1987 okręt służył we flocie ZSRR jako „Smiełyj”. Okręt wydzierżawiony został od floty ZSRR w 1987 roku na okres siedmiu lat, po tym okresie strona rosyjska przekazała go na stan PMW. | [ 20 ] [ 21 ] [ 22 ] [ 23 ] |

### Korwety
| Projekt      | Wyporność (tony) | Długość (metry) | Zdjęcie          | Okręt            | Wejście do służby | Wycofanie ze służby                           | Uwagi                               | Przypis       |
| ------------ | ---------------- | --------------- | ---------------- | ---------------- | ----------------- | --------------------------------------------- | ----------------------------------- | ------------- |
| proj. 1241RE | pełna: 455       | 56,90           |                  | ORP „Górnik”     | 28 grudnia 1983   | 31 maja 2005                                  | W 2011 roku okręt został złomowany. | [ 24 ] [ 25 ] |
| proj. 1241RE | pełna: 455       | 56,90           | ORP „Hutnik”     | 31 marca 1984    | 31 maja 2005      |                                               | [ 25 ]                              |               |
| proj. 1241RE | pełna: 455       | 56,90           | ORP „Metalowiec” | 13 stycznia 1988 | 3 grudnia 2013    | Sprzedany w 2018 roku, złomowany w 2020.      | [ 26 ] [ 25 ] [ 27 ]                |               |
| proj. 1241RE | pełna: 455       | 56,90           | ORP „Rolnik”     | 4 lutego 1989    | 3 grudnia 2013    | Sprzedany w 2018 roku, złomowany w 2020 roku. | [ 26 ] [ 25 ] [ 27 ]                |               |

### Kutry rakietowe
| Projekt   | Wyporność (tony)            | Długość (metry) | Zdjęcie            | Okręt                | Wejście do służby   | Wycofanie ze służby                                                          | Uwagi | Przypisy                    |
| --------- | --------------------------- | --------------- | ------------------ | -------------------- | ------------------- | ---------------------------------------------------------------------------- | ----- | --------------------------- |
| proj. 205 | standardowa: 172 pełna: 210 | 38,6            |                    | ORP „Hel”            | 14 stycznia 1964    | 31 grudnia 1984                                                              |       | [ 28 ] [ 29 ] [ 30 ] [ 31 ] |
| proj. 205 | standardowa: 172 pełna: 210 | 38,6            | ORP „Gdańsk”       | 9 września 1964      | 28 lutego 1989      |                                                                              |       | [ 28 ] [ 29 ] [ 30 ] [ 31 ] |
| proj. 205 | standardowa: 172 pełna: 210 | 38,6            | ORP „Gdynia”       | 7 września 1965      | 15 listopada 1989   | W latach 1991–1995 po przebudowie służył w MOSG jako okręt patrolowy SG-301. |       | [ 28 ] [ 29 ] [ 30 ] [ 31 ] |
| proj. 205 | standardowa: 172 pełna: 210 | 38,6            | ORP „Kołobrzeg”    | 12 listopada 1965    | 15 czerwca 1993     |                                                                              |       | [ 28 ] [ 29 ] [ 30 ] [ 31 ] |
| proj. 205 | standardowa: 172 pełna: 210 | 38,6            | ORP „Szczecin”     | 17 stycznia 1966     | 30 czerwca 1990     | W latach 1991–1995 po przebudowie służył w MOSG jako okręt patrolowy SG-302. |       | [ 28 ] [ 29 ] [ 30 ] [ 31 ] |
| proj. 205 | standardowa: 172 pełna: 210 | 38,6            | ORP „Elbląg”       | 14 września 1966     | 30 czerwca 1990     | W latach 1991–1995 po przebudowie służył w MOSG jako okręt patrolowy SG-303. |       | [ 28 ] [ 29 ] [ 30 ] [ 31 ] |
| proj. 205 | standardowa: 172 pełna: 210 | 38,6            | ORP „Puck”         | 30 października 1967 | 7 lutego 2003       |                                                                              |       | [ 28 ] [ 29 ] [ 30 ] [ 31 ] |
| proj. 205 | standardowa: 172 pełna: 210 | 38,6            | ORP „Ustka”        | 30 września 1968     | 2 października 2000 |                                                                              |       | [ 28 ] [ 29 ] [ 30 ] [ 31 ] |
| proj. 205 | standardowa: 172 pełna: 210 | 38,6            | ORP „Oksywie”      | 10 grudnia 1971      | 2 października 2000 |                                                                              |       | [ 28 ] [ 29 ] [ 30 ] [ 31 ] |
| proj. 205 | standardowa: 172 pełna: 210 | 38,6            | ORP „Darłowo”      | 20 stycznia 1972     | 7 lutego 2003       |                                                                              |       | [ 28 ] [ 29 ] [ 30 ] [ 31 ] |
| proj. 205 | standardowa: 172 pełna: 210 | 38,6            | ORP „Świnoujście”  | 13 stycznia 1973     | 31 marca 2006       |                                                                              |       | [ 28 ] [ 29 ] [ 30 ] [ 31 ] |
| proj. 205 | standardowa: 172 pełna: 210 | 38,6            | ORP „Dziwnów”      | 27 stycznia 1975     | 17 czerwca 2004     |                                                                              |       | [ 28 ] [ 29 ] [ 30 ] [ 31 ] |
| proj. 205 | standardowa: 172 pełna: 210 | 38,6            | ORP „Władysławowo” | 13 listopada 1975    | 31 marca 2006       | Okręt muzeum w skansenie morskim w Kołobrzegu.                               |       | [ 28 ] [ 29 ] [ 30 ] [ 31 ] |

### Kutry torpedowe
| Projekt    | Wyporność (tony)             | Długość (metry) | Zdjęcie                  | Okręt                | Wejście do służby    | Wycofanie ze służby | Uwagi | Przypis                    |
| ---------- | ---------------------------- | --------------- | ------------------------ | -------------------- | -------------------- | --- | --- | -------------------------- |
| proj. D-3  | standardowa: 32 pełna: 35    | 22,6            |                          | „Tp-1”               | 5 kwietnia 1946      | 31 sierpnia 1963 | Okręt ex-radzicki, służący w latach 1943–1946 jako „TK-76”. W ciągu służby nosił kolejne oznaczenia: „ST-81” (od czerwca 1952 roku), „KT-81” (od 1955 roku) i „801” (od stycznia 1960 roku). | [ 32 ]                     |
| proj. D-3  | standardowa: 32 pełna: 35    | 22,6            | „Tp-2”                   | 5 kwietnia 1946      | 31 sierpnia 1963     | Okręt ex-radzicki, służący w latach 1943–1946 jako „TK-116”. W ciągu służby nosił kolejne oznaczenia: „ST-82” (od czerwca 1952 roku), „KT-82” (od 1955 roku) i „802” (od stycznia 1960 roku). | | [ 32 ]                     |
| proj. 183  | standardowa: 56 pełna: 67    | 25,5            |                          | „KT-71”              | 11 października 1958 | 10 października 1972 | | [ 33 ]                     |
| proj. 183  | standardowa: 56 pełna: 67    | 25,5            | „KT-72”                  | 11 października 1958 | 15 lipca 1970        | | | [ 33 ]                     |
| proj. 183  | standardowa: 56 pełna: 67    | 25,5            | „KT-73”                  | 11 października 1958 | 1 stycznia 1971      | | | [ 33 ]                     |
| proj. 183  | standardowa: 56 pełna: 67    | 25,5            | „KT-74”                  | 11 października 1958 | 10 października 1972 | Kuter-cel „KS-2,” wycofany 31 grudnia 1979 roku. | | [ 33 ]                     |
| proj. 183  | standardowa: 56 pełna: 67    | 25,5            | „KT-75”                  | 11 października 1958 | 15 lipca 1970        | | | [ 33 ]                     |
| proj. 183  | standardowa: 56 pełna: 67    | 25,5            | „KT-76”                  | 11 października 1958 | 31 grudnia 1967      | Kuter-cel „KS-1”, wycofany 31 grudnia 1985 roku. | | [ 33 ]                     |
| proj. 183  | standardowa: 56 pełna: 67    | 25,5            | „KT-77”                  | 11 października 1958 | 15 lipca 1970        | | | [ 33 ]                     |
| proj. 183  | standardowa: 56 pełna: 67    | 25,5            | „KT-78”                  | 11 października 1958 | 25 października 1973 | | | [ 33 ]                     |
| proj. 183  | standardowa: 56 pełna: 67    | 25,5            | „KT-79”                  | 11 października 1958 | 31 grudnia 1967      | | | [ 33 ]                     |
| proj. 183  | standardowa: 56 pełna: 67    | 25,5            | „KT-83”                  | 24 listopada 1956    | 25 października 1973 | | | [ 33 ]                     |
| proj. 183  | standardowa: 56 pełna: 67    | 25,5            | „KT-84”                  | 24 listopada 1956    | 25 października 1973 | Wyciągnięty na ląd znajduje się w Centrum Szkolenia Marynarki Wojennej. | | [ 33 ]                     |
| proj. 183  | standardowa: 56 pełna: 67    | 25,5            | „KT-85”                  | 24 listopada 1956    | 25 października 1973 | | | [ 33 ]                     |
| proj. 183  | standardowa: 56 pełna: 67    | 25,5            | „KT-86”                  | 24 listopada 1956    | 25 października 1973 | | | [ 33 ]                     |
| proj. 183  | standardowa: 56 pełna: 67    | 25,5            | „KT-87”                  | 24 listopada 1956    | 31 grudnia 1971      | | | [ 33 ]                     |
| proj. 183  | standardowa: 56 pełna: 67    | 25,5            | „KT-88”                  | 25 czerwca 1957      | 25 października 1973 | Kuter-cel „KS-3”, wycofany 31 grudnia 1980 roku. | | [ 33 ]                     |
| proj. 183  | standardowa: 56 pełna: 67    | 25,5            | „KT-89”                  | 25 czerwca 1957      | 25 października 1973 | | | [ 33 ]                     |
| proj. 183  | standardowa: 56 pełna: 67    | 25,5            | „KT-90”                  | 25 czerwca 1957      | 25 października 1973 | | | [ 33 ]                     |
| proj. 183  | standardowa: 56 pełna: 67    | 25,5            | „KT-91”                  | 11 października 1958 | 1 stycznia 1971      | | | [ 33 ]                     |
| proj. 183  | standardowa: 56 pełna: 67    | 25,5            | „KT-92”                  | 11 października 1958 | 15 lipca 1970        | | | [ 33 ]                     |
| proj. 663D | standardowa: 94 pełna: 128,1 | 24,76           | Bliźniaczy ORP „Sprawny” | ORP „Błyskawiczny”   | 3 listopada 1965     | 31 grudnia 1979 | Jednostka doświadczalna oraz prototypowa dla kutrów projektu 664. | [ 1 ]                      |
| proj. 664  | standardowa: 94 pełna: 128,1 | 24,76           |                          | ORP „Bitny”          | 20 stycznia 1972     | 31 stycznia 1986 | | [ 1 ] [ 34 ] [ 35 ] [ 36 ] |
| proj. 664  | standardowa: 94 pełna: 128,1 | 24,76           | ORP „Bystry”             | 20 stycznia 1972     | 31 grudnia 1983      | | | [ 1 ] [ 34 ] [ 35 ] [ 36 ] |
| proj. 664  | standardowa: 94 pełna: 128,1 | 24,76           | ORP „Dzielny”            | 22 lipca 1972        | 31 grudnia 1981      | | | [ 1 ] [ 34 ] [ 35 ] [ 36 ] |
| proj. 664  | standardowa: 94 pełna: 128,1 | 24,76           | ORP „Dziarski”           | 20 października 1972 | 31 grudnia 1984      | | | [ 1 ] [ 34 ] [ 35 ] [ 36 ] |
| proj. 664  | standardowa: 94 pełna: 128,1 | 24,76           | ORP „Sprawny”            | 13 stycznia 1973     | 15 listopada 1986    | | | [ 1 ] [ 34 ] [ 35 ] [ 36 ] |
| proj. 664  | standardowa: 94 pełna: 128,1 | 24,76           | ORP „Szybki”             | 28 kwietnia 1973     | 31 sierpnia 1984     | | | [ 1 ] [ 34 ] [ 35 ] [ 36 ] |
| proj. 664  | standardowa: 94 pełna: 128,1 | 24,76           | ORP „Odważny”            | 15 września 1973     | 31 stycznia 1986     | Eksponat w Muzeum im. Orła Białego w Skarżysku-Kamiennej (dawne Muzeum Regionalne im. gen. broni Zygmunta Berlinga)                                                                           | | [ 1 ] [ 34 ] [ 35 ] [ 36 ] |
| proj. 664  | standardowa: 94 pełna: 128,1 | 24,76           | ORP „Odporny”            | 17 listopada 1973    | 15 listopada 1986    | | | [ 1 ] [ 34 ] [ 35 ] [ 36 ] |

### Ścigacze okrętów podwodnych
| Projekt         | Wyporność (tony)            | Długość (metry) | Zdjęcie           | Okręt                | Wejście do służby    | Wycofanie ze służby                          | Uwagi                                                           | Przypis              |
| --------------- | --------------------------- | --------------- | ----------------- | -------------------- | -------------------- | -------------------------------------------- | --------------------------------------------------------------- | -------------------- |
| proj. 194 (BMO) | standardowa: 62 pełna: 73,8 | 24,7            |                   | ORP „Błyskawiczny”   | 5 kwietnia 1946      | 15 kwietnia 1960                             | Okręt ex-radziecki służący pod nazwą MO-546 w latach 1944–1946. | [ 1 ] [ 37 ]         |
| OD-200          | standardowa: 35 pełna: 43,4 | 23,4            |                   | ORP „Bezwzględny”    | 5 kwietnia 1946      | 25 stycznia 1959                             |                                                                 | [ 1 ]                |
| OD-200          | standardowa: 35 pełna: 43,4 | 23,4            | ORP „Bystry”      | 25 stycznia 1959     | 5 kwietnia 1946      |                                              |                                                                 | [ 1 ]                |
| OD-200          | standardowa: 35 pełna: 43,4 | 23,4            | ORP „Dziarski”    | 15 kwietnia 1960     | 5 kwietnia 1946      |                                              |                                                                 | [ 1 ]                |
| OD-200          | standardowa: 35 pełna: 43,4 | 23,4            | ORP „Dzielny”     | 1959                 | 5 kwietnia 1946      |                                              |                                                                 | [ 1 ]                |
| OD-200          | standardowa: 35 pełna: 43,4 | 23,4            | ORP „Karny”       | 15 kwietnia 1960     | 5 kwietnia 1946      |                                              |                                                                 | [ 1 ]                |
| OD-200          | standardowa: 35 pełna: 43,4 | 23,4            | ORP „Niedościgły” | 15 kwietnia 1960     | 5 kwietnia 1946      |                                              |                                                                 | [ 1 ]                |
| OD-200          | standardowa: 35 pełna: 43,4 | 23,4            | ORP „Nieuchwytny” | 25 stycznia 1959     | 5 kwietnia 1946      |                                              |                                                                 | [ 1 ]                |
| OD-200          | standardowa: 35 pełna: 43,4 | 23,4            | ORP „Odważny”     | 15 kwietnia 1960     | 5 kwietnia 1946      |                                              |                                                                 | [ 1 ]                |
| OD-200          | standardowa: 35 pełna: 43,4 | 23,4            | ORP „Śmiały”      | 15 kwietnia 1960     | 5 kwietnia 1946      |                                              |                                                                 | [ 1 ]                |
| OD-200          | standardowa: 35 pełna: 43,4 | 23,4            | ORP „Sprawny”     | 15 kwietnia 1960     | 5 kwietnia 1946      |                                              |                                                                 | [ 1 ]                |
| OD-200          | standardowa: 35 pełna: 43,4 | 23,4            | ORP „Szybki”      | 15 kwietnia 1960     | 5 kwietnia 1946      |                                              |                                                                 | [ 1 ]                |
| proj. 122bis    | standardowa: 302 pełna: 336 | 52,2            |                   | ORP „Czujny”         | 27 maja 1955         | 10 października 1972                         | Okręt ex-radziecki, służący pod nazwą DS-41.                    | [ 38 ] [ 39 ]        |
| proj. 122bis    | standardowa: 302 pełna: 336 | 52,2            | ORP „Nieugięty”   | 27 maja 1955         | 10 października 1972 | Okręt ex-radziecki, służący pod nazwą DS-42. |                                                                 | [ 38 ] [ 39 ]        |
| proj. 122bis    | standardowa: 302 pełna: 336 | 52,2            | ORP „Zawzięty”    | 27 maja 1955         | 31 grudnia 1971      | Okręt ex-radziecki, służący pod nazwą DS-43. |                                                                 | [ 38 ] [ 39 ]        |
| proj. 122bis    | standardowa: 302 pełna: 336 | 52,2            | ORP „Zwrotny”     | 27 maja 1955         | 15 listopada 1971    | Okręt ex-radziecki, służący pod nazwą DS-44. |                                                                 | [ 38 ] [ 39 ]        |
| proj. 122bis    | standardowa: 302 pełna: 336 | 52,2            | ORP „Zwinny”      | 15 grudnia 1957      | 1 stycznia 1971      | Okręt ex-radziecki, służący pod nazwą DS-45. |                                                                 | [ 38 ] [ 39 ]        |
| proj. 122bis    | standardowa: 302 pełna: 336 | 52,2            | ORP „Zręczny”     | 15 grudnia 1957      | 1 stycznia 1971      | Okręt ex-radziecki, służący pod nazwą DS-46. |                                                                 | [ 38 ] [ 39 ]        |
| proj. 122bis    | standardowa: 302 pełna: 336 | 52,2            | ORP „Wytrwały”    | 15 grudnia 1957      | 15 lipca 1970        | Okręt ex-radziecki, służący pod nazwą DS-47. |                                                                 | [ 38 ] [ 39 ]        |
| proj. 122bis    | standardowa: 302 pełna: 336 | 52,2            | ORP „Groźny”      | 15 grudnia 1957      | 15 lipca 1970        | Okręt ex-radziecki, służący pod nazwą DS-48. |                                                                 | [ 38 ] [ 39 ]        |
| proj. 912M      | standardowa: 212 pełna: 235 | 41,26           |                   | ORP „Groźny”         | 8 lutego 1970        | 6 lipca 2004                                 |                                                                 | [ 40 ] [ 41 ] [ 42 ] |
| proj. 912M      | standardowa: 212 pełna: 235 | 41,26           | ORP „Wytrwały”    | 8 lutego 1970        | 6 lipca 2004         |                                              |                                                                 | [ 40 ] [ 41 ] [ 42 ] |
| proj. 912M      | standardowa: 212 pełna: 235 | 41,26           | ORP „Zręczny”     | 30 grudnia 1970      | 6 lipca 2004         |                                              |                                                                 | [ 40 ] [ 41 ] [ 42 ] |
| proj. 912M      | standardowa: 212 pełna: 235 | 41,26           | ORP „Zwinny”      | 30 grudnia 1970      | 6 lipca 2004         |                                              |                                                                 | [ 40 ] [ 41 ] [ 42 ] |
| proj. 912M      | standardowa: 212 pełna: 235 | 41,26           | ORP „Zwrotny”     | 4 lipca 1971         | 10 października 2003 |                                              |                                                                 | [ 40 ] [ 41 ] [ 42 ] |
| proj. 912M      | standardowa: 212 pełna: 235 | 41,26           | ORP „Zawzięty”    | 10 października 1971 | 6 lipca 2004         |                                              |                                                                 | [ 40 ] [ 41 ] [ 42 ] |
| proj. 912M      | standardowa: 212 pełna: 235 | 41,26           | ORP „Nieugięty”   | 7 lipca 1972         | 10 października 2003 |                                              |                                                                 | [ 40 ] [ 41 ] [ 42 ] |
| proj. 912M      | standardowa: 212 pełna: 235 | 41,26           | ORP „Czujny”      | 30 września 1972     | 6 lipca 2004         |                                              |                                                                 | [ 40 ] [ 41 ] [ 42 ] |

### Kutry zwalczania okrętów podwodnych
| Projekt    | Wyporność (tony)                | Długość (metry) | Zdjęcie      | Okręt            | Wejście do służby | Wycofanie ze służby                                                                               | Uwagi | Przypis       |
| ---------- | ------------------------------- | --------------- | ------------ | ---------------- | ----------------- | ------------------------------------------------------------------------------------------------- | ----- | ------------- |
| proj. 918M | standardowa: 86,88 pełna: 93,03 | 28,85           |              | ORP „KP-166”     | 23 kwietnia 1977  | maj 2005                                                                                          |       | [ 43 ] [ 44 ] |
| proj. 918M | standardowa: 86,88 pełna: 93,03 | 28,85           | ORP „KP-167” | 28 stycznia 1978 | 31 marca 2006     |                                                                                                   |       | [ 43 ] [ 44 ] |
| proj. 918M | standardowa: 86,88 pełna: 93,03 | 28,85           | ORP „KP-168” | 28 stycznia 1978 | 31 marca 2006     |                                                                                                   |       | [ 43 ] [ 44 ] |
| proj. 918M | standardowa: 86,88 pełna: 93,03 | 28,85           | ORP „KP-169” | 10 lutego 1979   | 23 marca 2005     |                                                                                                   |       | [ 43 ] [ 44 ] |
| proj. 918M | standardowa: 86,88 pełna: 93,03 | 28,85           | ORP „KP-170” | 7 sierpnia 1980  | maj 2005          |                                                                                                   |       | [ 43 ] [ 44 ] |
| proj. 918M | standardowa: 86,88 pełna: 93,03 | 28,85           | ORP „KP-171” | 8 stycznia 1982  | 31 marca 2006     |                                                                                                   |       | [ 43 ] [ 44 ] |
| proj. 918M | standardowa: 86,88 pełna: 93,03 | 28,85           | ORP „KP-172” | 7 maja 1982      | maj 2005          | W rękach cywilnych pod nazwą „Czsz-172” realizuje rejsy turystyczne po redzie portu w Kołobrzegu. |       | [ 43 ] [ 44 ] |
| proj. 918M | standardowa: 86,88 pełna: 93,03 | 28,85           | ORP „KP-173” | 22 lipca 1982    | 23 marca 2005     |                                                                                                   |       | [ 43 ] [ 44 ] |
| proj. 918M | standardowa: 86,88 pełna: 93,03 | 28,85           | ORP „KP-174” | 22 września 1982 | 31 marca 2006     |                                                                                                   |       | [ 43 ] [ 44 ] |
| proj. 918M | standardowa: 86,88 pełna: 93,03 | 28,85           | ORP „KP-175” | 7 stycznia 1983  | 23 marca 2005     |                                                                                                   |       | [ 43 ] [ 44 ] |
| proj. 918M | standardowa: 86,88 pełna: 93,03 | 28,85           | ORP „KP-176” | 24 lutego 1983   | maj 2005          |                                                                                                   |       | [ 43 ] [ 44 ] |

### Niszczyciele min
| Projekt     | Wyporność (tony)            | Długość (metry) | Zdjęcie      | Okręt           | Wejście do służby | Wycofanie ze służby | Uwagi | Przypis |
| ----------- | --------------------------- | --------------- | ------------ | --------------- | ----------------- | --- | --- | ------- |
| proj. 206FM | standardowa: 426 pełna: 470 | 58,2            |              | ORP „Flaming”   | 27 września 1966  | 4 grudnia 2020 | W latach 1966–2000 służył jako jeden z trałowców projektu 206F, w latach 2000–2001 przebudowany na niszczyciel min projektu 206FM. | [ 45 ]  |
| proj. 206FM | standardowa: 426 pełna: 470 | 58,2            | ORP „Mewa”   | 21 maja 1967    | 30 grudnia 2019   | W latach 1967–1998 służył jako jeden z trałowców projektu 206F, w latach 1998–1999 przebudowany na niszczyciel min projektu 206FM. | [ 46 ] |         |
| proj. 206FM | standardowa: 426 pełna: 470 | 58,2            | ORP „Czajka” | 23 czerwca 1967 | 8 grudnia 2021    | W latach 1967–1998 służył jako jeden z trałowców projektu 206F, w latach 1998–2000 przebudowany na niszczyciel min projektu 206FM. | [ 47 ] |         |

### Trałowce
| Projekt      | Wyporność (tony)            | Długość (metry) | Zdjęcie        | Okręt             | Wejście do służby    | Wycofanie ze służby | Uwagi | Przypis                     |
| ------------ | --------------------------- | --------------- | -------------- | ----------------- | -------------------- | --- | --- | --------------------------- |
| typ Jaskółka | standardowa: 183 pełna: 203 | 45,0            |                | ORP „Mewa”        | 25 października 1935 | 1970 | Przez okres wojny okręt służył w Kriegsmarine. Przekazany do Wojsk Ochrony Pogranicza, gdzie służył jako BK-2. Złomowany w 1981 roku. | [ 48 ] [ 49 ]               |
| typ Jaskółka | standardowa: 183 pełna: 203 | 45,0            | ORP „Rybitwa”  | 21 grudnia 1935   | 1966                 | Przez okres wojny okręt służył w Kriegsmarine. Przekazany do Wojsk Ochrony Pogranicza, gdzie służył jako BK-2. Złomowany po 1972 roku. | [ 50 ] |                             |
| typ Jaskółka | standardowa: 183 pełna: 203 | 45,0            | ORP „Czajka”   | 10 lutego 1936    | 1966                 | Przez okres wojny okręt służył w Kriegsmarine. Złomowany w 1977 roku. | [ 51 ] |                             |
| typ Jaskółka | standardowa: 183 pełna: 203 | 45,0            | ORP „Żuraw”    | 31 sierpnia 1939  | 15 października 1971 | W służbie od 1939 roku jako ORP „Żuraw”. Przez okres wojny okręt służył w Kriegsmarine. W latach 1951–1971 nosił nazwę „Kompas” i pełnił funkcję okrętu hydrograficznego. W latach 1971–1981 służył w Wojskach Ochrony Pogranicza jako BK-4. | [ 52 ] |                             |
| proj. 253Ł   | standardowa: 128 pełna: 143 | 38,0            |                | ORP „Kondor”      | 5 kwietnia 1946      | grudzień 1957 | | [ 53 ] [ 39 ]               |
| proj. 253Ł   | standardowa: 128 pełna: 143 | 38,0            | ORP „Krogulec” | 5 kwietnia 1946   | 1958                 | | | [ 53 ] [ 39 ]               |
| proj. 253Ł   | standardowa: 128 pełna: 143 | 38,0            | ORP „Kormoran” | 5 kwietnia 1946   | 25 stycznia 1959     | | | [ 53 ] [ 39 ]               |
| proj. 253Ł   | standardowa: 128 pełna: 143 | 38,0            | ORP „Kania”    | 5 kwietnia 1946   | 25 stycznia 1959     | | | [ 53 ] [ 39 ]               |
| proj. 253Ł   | standardowa: 128 pełna: 143 | 38,0            | ORP „Albatros” | 5 kwietnia 1946   | 25 stycznia 1959     | | | [ 53 ] [ 39 ]               |
| proj. 253Ł   | standardowa: 128 pełna: 143 | 38,0            | ORP „Czapla”   | 5 kwietnia 1946   | 1958                 | | | [ 53 ] [ 39 ]               |
| proj. 253Ł   | standardowa: 128 pełna: 143 | 38,0            | ORP „Jaskółka” | 5 kwietnia 1946   | 25 stycznia 1959     | Okręt został skreślony z listy floty 25 stycznia 1959 roku i ustawiony na lądzie jako „Poligon Pożarowy Kur” na terenie Ośrodka Szkolenia Nurków i Płetwonurków MW w Gdyni. | | [ 53 ] [ 39 ]               |
| proj. 253Ł   | standardowa: 128 pełna: 143 | 38,0            | ORP „Jastrząb” | 5 kwietnia 1946   | grudzień 1957        | | | [ 53 ] [ 39 ]               |
| proj. 253Ł   | standardowa: 128 pełna: 143 | 38,0            | ORP „Orlik”    | 5 kwietnia 1946   | 25 stycznia 1959     | | | [ 53 ] [ 39 ]               |
| typ YMS      | 277                         | 41,9            |                | ORP „Delfin”      | 18 kwietnia 1948     | 26 czerwca 1957 | Okręt ex-brytyjski, służący w tamtejszej flocie jako BYMS-2211 w latach 1943–1947. Zatopiony na Zatoce Puckiej jako okręt cel.        | [ 54 ] [ 55 ] [ 56 ] [ 39 ] |
| typ YMS      | 277                         | 41,9            | ORP „Foka”     | 18 kwietnia 1948  | 12 grudnia 1955      | Okręt ex-brytyjski, służący w tamtejszej flocie jako BYMS-2257 w latach 1944–1947. | | [ 54 ] [ 55 ] [ 56 ] [ 39 ] |
| typ YMS      | 277                         | 41,9            | ORP „Mors”     | 18 kwietnia 1948  | 26 czerwca 1957      | Okręt ex-brytyjski, służący w tamtejszej flocie jako BYMS-2282 w latach 1943–1947. | | [ 54 ] [ 55 ] [ 56 ] [ 39 ] |
| proj. 254K/M | 550                         | 58,0            |                | ORP „Żubr”        | 22 grudnia 1956      | 15 marca 1987 | Złomowany. | [ 39 ]                      |
| proj. 254K/M | 550                         | 58,0            | ORP „Tur”      | 6 sierpnia 1957   | 31 października 1991 | W 1978 roku podczas remontu w Stoczni Marynarki Wojennej w Gdyni, podjęto decyzję o przekształceniu jednostki na okręt badawczy – platformę do prowadzenia doświadczeń z nowymi systemami dozoru radiolokacyjnego. W czasie oczekiwania na rozbiórkę okręt, stojący przy nabrzeżu w Porcie Wojennym Gdynia-Oksywie, 14 stycznia 1993 roku zatonął podczas sztormu, a następnie został podniesiony i złomowany. | | [ 39 ]                      |
| proj. 254K/M | 550                         | 58,0            | ORP „Łoś”      | 17 listopada 1957 | 16 października 1989 | Złomowany. | | [ 39 ]                      |
| proj. 254K/M | 550                         | 58,0            | ORP „Dzik”     | 21 września 1958  | 18 maja 1990         | Złomowany. | | [ 39 ]                      |
| proj. 254K/M | 550                         | 58,0            | ORP „Bizon”    | 21 września 1958  | 18 maja 1990         | Złomowany. | | [ 39 ]                      |
| proj. 254K/M | 550                         | 58,0            | ORP „Bóbr”     | 28 czerwca 1958   | 18 maja 1990         | Złomowany. | | [ 39 ]                      |
| proj. 254K/M | 550                         | 58,0            | ORP „Rosomak”  | 8 listopada 1958  | 18 maja 1990         | Złomowany. | | [ 39 ]                      |
| proj. 254K/M | 550                         | 58,0            | ORP „Delfin”   | 4 stycznia 1959   | 30 listopada 1988    | Złomowany. | | [ 39 ]                      |
| proj. 254K/M | 550                         | 58,0            | ORP „Foka”     | 26 kwietnia 1959  | 15 marca 1987        | Złomowany. | | [ 39 ]                      |
| proj. 254K/M | 550                         | 58,0            | ORP „Mors”     | 5 lipca 1959      | 16 października 1989 | Złomowany. | | [ 39 ]                      |
| proj. 254K/M | 550                         | 58,0            | ORP „Ryś”      | 10 września 1959  | 16 października 1989 | Złomowany. | | [ 39 ]                      |
| proj. 254K/M | 550                         | 58,0            | ORP „Żbik”     | 6 listopada 1959  | 16 października 1989 | Złomowany. | | [ 39 ]                      |
| proj. 206F   | standardowa: 426 pełna: 470 | 58,2            |                | ORP „Orlik”       | 24 sierpnia 1963     | 16 października 1989 | | [ 57 ] [ 58 ]               |
| proj. 206F   | standardowa: 426 pełna: 470 | 58,2            | ORP „Krogulec” | 10 listopada 1963 | 16 października 1989 | | [ 58 ] [ 59 ] |                             |
| proj. 206F   | standardowa: 426 pełna: 470 | 58,2            | ORP „Jastrząb” | 4 stycznia 1964   | 25 kwietnia 1990     | | [ 60 ] [ 58 ] [ 61 ] |                             |
| proj. 206F   | standardowa: 426 pełna: 470 | 58,2            | ORP „Kormoran” | 10 stycznia 1965  | 15 czerwca 1993      | | [ 58 ] [ 62 ] |                             |
| proj. 206F   | standardowa: 426 pełna: 470 | 58,2            | ORP „Czapla”   | 4 lipca 1965      | 25 kwietnia 1990     | | [ 63 ] [ 58 ] [ 58 ] |                             |
| proj. 206F   | standardowa: 426 pełna: 470 | 58,2            | ORP „Albatros” | 6 listopada 1965  | 2 grudnia 1994       | | [ 64 ] [ 65 ] [ 58 ] |                             |
| proj. 206F   | standardowa: 426 pełna: 470 | 58,2            | ORP „Pelikan”  | 7 czerwca 1966    | 15 grudnia 1993      | | [ 58 ] [ 66 ] |                             |
| proj. 206F   | standardowa: 426 pełna: 470 | 58,2            | ORP „Tukan”    | 19 sierpnia 1966  | 2 października 2000  | | [ 67 ] [ 67 ] [ 58 ] |                             |
| proj. 206F   | standardowa: 426 pełna: 470 | 58,2            | ORP „Rybitwa”  | 15 kwietnia 1967  | 5 stycznia 2002      | Czasowo po wycofaniu z eksploatacji jednostka wykorzystywana była jako hulk dla załóg trzech bliźniaczych trałowców OORP „Mewa”, „Flaming” i „Czajka” modernizowanych do standardu niszczycieli min proj. 206FM | [ 68 ] [ 69 ] [ 70 ] [ 58 ] |                             |

#### Kutry trałowe
| Projekt         | Wyporność (tony)             | Długość (metry) | Zdjęcie | Okręt                                                                   | Wejście do służby    | Wycofanie ze służby                      | Uwagi                                                                                 | Przypis              |
| --------------- | ---------------------------- | --------------- | ------- | ----------------------------------------------------------------------- | -------------------- | ---------------------------------------- | ------------------------------------------------------------------------------------- | -------------------- |
| proj. 151       | standardowa 46,4 pełna: 49,2 | 27,7            |         | „TR-41”                                                                 | 3 kwietnia 1955      | 15 lipca 1970                            |                                                                                       | [ 71 ]               |
| proj. 151       | standardowa 46,4 pełna: 49,2 | 27,7            | „TR-42” | 23 października 1955                                                    | 10 kwietnia 1971     | W 1970 roku przemianowany na kuter K-12. |                                                                                       | [ 71 ]               |
| proj. 151       | standardowa 46,4 pełna: 49,2 | 27,7            | „TR-43” | 8 stycznia 1956                                                         | 15 lipca 1970        |                                          |                                                                                       | [ 71 ]               |
| proj. 151       | standardowa 46,4 pełna: 49,2 | 27,7            | „TR-44” | 17 czerwca 1956                                                         | 31 grudnia 1966      |                                          |                                                                                       | [ 71 ]               |
| proj. 151       | standardowa 46,4 pełna: 49,2 | 27,7            | „TR-45” | 29 czerwca 1956                                                         | 31 grudnia 1966      |                                          |                                                                                       | [ 71 ]               |
| proj. 151       | standardowa 46,4 pełna: 49,2 | 27,7            | „TR-46” | 19 sierpnia 19556                                                       | 15 lipca 1970        |                                          |                                                                                       | [ 71 ]               |
| proj. 151       | standardowa 46,4 pełna: 49,2 | 27,7            | „TR-47” | 7 października 1956                                                     | 10 kwietnia 1971     | W 1970 roku przemianowany na kuter K-13. |                                                                                       | [ 71 ]               |
| proj. 361T      | bd.                          | bd.             |         | 25 jednostek o numerach od „TR-51” do „TR-62” oraz o „TR-65” do „TR-75” |                      |                                          | W latach 1958–1982 eksploatowano 25 kutrów tego typu w 14 Dywizjonie Kutrów Trałowych | [ 72 ] [ 73 ] [ 39 ] |
| proj. B410-IV/S | pełna: 269                   | 25,8            |         | „TR-25”                                                                 | 12 października 1983 | 2005                                     |                                                                                       | [ 74 ] [ 75 ]        |
| proj. B410-IV/S | pełna: 269                   | 25,8            | „TR-26” | 12 października 1983                                                    | 2005                 |                                          |                                                                                       | [ 74 ] [ 75 ]        |

### Okręty desantowe
| Projekt   | Wyporność (tony) | Długość (metry) | Zdjęcie          | Okręt                | Wejście do służby    | Wycofanie ze służby                                 | Uwagi | Przypis              |
| --------- | ---------------- | --------------- | ---------------- | -------------------- | -------------------- | --------------------------------------------------- | ----- | -------------------- |
| proj. 770 | pełna: 800       | 73,0            |                  | ORP „Oka”            | 14 stycznia 1964     | 25 kwietnia 1990                                    |       | [ 76 ]               |
| proj. 770 | pełna: 800       | 73,0            | ORP „Bug”        | 14 stycznia 1964     | 20 grudnia 1989      |                                                     |       | [ 76 ]               |
| proj. 770 | pełna: 800       | 73,0            | ORP „Narew”      | 3 marca 1964         | 25 kwietnia 1990     | O 1991 roku w rękach cywilnych jako „Trans-Baltic”. |       | [ 76 ]               |
| proj. 770 | pełna: 800       | 73,0            | ORP „San”        | 27 lipca 1964        | 25 kwietnia 1990     |                                                     |       | [ 76 ]               |
| proj. 770 | pełna: 800       | 73,0            | ORP „Wisła”      | 23 grudnia 1964      | 20 stycznia 1991     |                                                     |       | [ 76 ]               |
| proj. 770 | pełna: 800       | 73,0            | ORP „Pilica”     | 6 kwietnia 1965      | 20 stycznia 1991     |                                                     |       | [ 76 ]               |
| proj. 770 | pełna: 800       | 73,0            | ORP „Bzura”      | 6 kwietnia 1965      | 1 sierpnia 1990      |                                                     |       | [ 76 ]               |
| proj. 770 | pełna: 800       | 73,0            | ORP „Warta”      | 1 czerwca 1965       | 16 października 1989 |                                                     |       | [ 76 ]               |
| proj. 770 | pełna: 800       | 73,0            | ORP „Noteć”      | 1 czerwca 1965       | 16 października 1989 |                                                     |       | [ 76 ]               |
| proj. 770 | pełna: 800       | 73,0            | ORP „Odra”       | 24 grudnia 1966      | 1 września 1990      |                                                     |       | [ 76 ]               |
| proj. 770 | pełna: 800       | 73,0            | ORP „Nysa”       | 24 grudnia 1966      | 1 września 1990      | O 1991 roku w rękach cywilnych jako „Kodan”.        |       | [ 76 ]               |
| proj. 771 | pełna: 836       | 75,15           |                  | ORP „Lenino”         | 28 stycznia 1968     | 30 kwietnia 1991                                    |       | [ 76 ] [ 77 ] [ 78 ] |
| proj. 771 | pełna: 836       | 75,15           | ORP „Brda”       | 28 stycznia 1968     | 30 kwietnia 1991     |                                                     |       | [ 76 ] [ 77 ] [ 78 ] |
| proj. 771 | pełna: 836       | 75,15           | ORP „Studzianki” | 11 stycznia 1969     | 30 kwietnia 1991     |                                                     |       | [ 76 ] [ 77 ] [ 78 ] |
| proj. 771 | pełna: 836       | 75,15           | ORP „Siekierki”  | 11 stycznia 1969     | 28 maja 1991         |                                                     |       | [ 76 ] [ 77 ] [ 78 ] |
| proj. 771 | pełna: 836       | 75,15           | ORP „Budziszyn”  | 11 stycznia 1969     | 1 czerwca 1990       |                                                     |       | [ 76 ] [ 77 ] [ 78 ] |
| proj. 771 | pełna: 836       | 75,15           | ORP „Polichno”   | 11 stycznia 1969     | 31 października 1991 |                                                     |       | [ 76 ] [ 77 ] [ 78 ] |
| proj. 771 | pełna: 836       | 75,15           | ORP „Janów”      | 11 stycznia 1970     | 30 kwietnia 1991     |                                                     |       | [ 76 ] [ 77 ] [ 78 ] |
| proj. 771 | pełna: 836       | 75,15           | ORP „Rąblów”     | 11 stycznia 1970     | 30 kwietnia 1991     |                                                     |       | [ 76 ] [ 77 ] [ 78 ] |
| proj. 771 | pełna: 836       | 75,15           | ORP „Narwik”     | 10 października 1971 | 31 października 1991 |                                                     |       | [ 76 ] [ 77 ] [ 78 ] |
| proj. 771 | pełna: 836       | 75,15           | ORP „Głogów”     | 10 października 1971 | 30 czerwca 1994      |                                                     |       | [ 76 ] [ 77 ] [ 78 ] |
| proj. 771 | pełna: 836       | 75,15           | ORP „Cedynia”    | 10 października 1971 | 7 kwietnia 2001      |                                                     |       | [ 76 ] [ 77 ] [ 78 ] |
| proj. 776 | pełna: 1253      | 81,3            |                  | ORP „Grunwald”       | kwiecień 1973        | 2 marca 2005                                        |       | [ 79 ] [ 80 ]        |

#### Kutry desantowe
| Projekt        | Wyporność (tony)                            | Długość (metry) | Zdjęcie   | Okręt                | Wejście do służby    | Wycofanie ze służby | Uwagi                                                              | Przypis       |
| -------------- | ------------------------------------------- | --------------- | --------- | -------------------- | -------------------- | --- | ------------------------------------------------------------------ | ------------- |
| MFP D          | standardowa: 168 pełna: 239 załadowany: 306 | 49,8            |           | „ODD-1”              |                      | 28 grudnia 1957 | Okręt ex-niemiecki, noszący w tamtejszej flocie nazwę „BDD-1”.     | [ 76 ]        |
| MFP D          | standardowa: 168 pełna: 239 załadowany: 306 | 49,8            | „ODD-2”   |                      | 28 grudnia 1957      | Okręt ex-niemiecki, noszący w tamtejszej flocie nazwę „BDD-2”.                                                                     |                                                                    | [ 76 ]        |
| MFP D          | standardowa: 168 pełna: 239 załadowany: 306 | 49,8            | „ODD-3”   |                      | bd.                  | Okręt ex-niemiecki, noszący w tamtejszej flocie nazwę „BDD-3.”                                                                     |                                                                    | [ 76 ]        |
| MFP D          | standardowa: 168 pełna: 239 załadowany: 306 | 49,8            | „ODD-7”   |                      | 24 września 1963     | Okręt ex-niemiecki, noszący w tamtejszej flocie nazwę „BDD-7”.                                                                     |                                                                    | [ 76 ]        |
| MFP DM         | standardowa: 168 pełna: 239 załadowany: 306 | 49,8            |           | „ODD-5”              |                      | 24 września 1963 | Okręt ex-niemiecki, noszący w tamtejszej flocie nazwę „BDD-5”.     | [ 76 ]        |
| MFP DM         | standardowa: 168 pełna: 239 załadowany: 306 | 49,8            | „ODD-6”   |                      | 24 września 1963     | Okręt ex-niemiecki, noszący w tamtejszej flocie nazwę „BDD-6”.                                                                     |                                                                    | [ 76 ]        |
| MZ             | standardowa: 140 pełna: 239                 | 47,0            |           | „ODD-4”              |                      | | Okręt ex-włoski, noszący w tamtejszej flocie nazwę „BOD-4”.        | [ 76 ]        |
| LCT(5)         | standardowa: 133 załadowany: 311            | 38,5            |           | „ODS-50”             | 9 kwietnia 1951      | 15 kwietnia 1960 | Okręt ex-amerykański, noszący w tamtejszej flocie nazwę „BDS-50”.  | [ 76 ] [ 81 ] |
| LCT(5)         | standardowa: 133 załadowany: 311            | 38,5            | „ODS-51”  | 18 czerwca 1951      | 15 kwietnia 1960     | Okręt ex-amerykański, noszący w tamtejszej flocie nazwę „BDS-51”.                                                                  |                                                                    | [ 76 ] [ 81 ] |
| LCT(5)         | standardowa: 133 załadowany: 311            | 38,5            | „ODS-52”  | 2 sierpnia 1951      | 6 stycznia 1959      | Okręt ex-amerykański, noszący w tamtejszej flocie nazwę „BDS-52”.                                                                  |                                                                    | [ 76 ] [ 81 ] |
| LCT(5)         | standardowa: 133 załadowany: 311            | 38,5            | „ODS-53”  | 10 czerwca 1952      | 15 kwietnia 1960     | Okręt ex-amerykański, noszący w tamtejszej flocie nazwę „BDS-53”.                                                                  |                                                                    | [ 76 ] [ 81 ] |
| LCT(5)         | standardowa: 133 załadowany: 311            | 38,5            | „ODS-54”  | 10 czerwca 1952      | 28 grudnia 1957      | Okręt ex-amerykański, noszący w tamtejszej flocie nazwę „BDS-54”.                                                                  |                                                                    | [ 76 ] [ 81 ] |
| LCT(5)         | standardowa: 133 załadowany: 311            | 38,5            | „ODS-55”  | 10 czerwca 1952      | 6 stycznia 1959      | Okręt ex-amerykański, noszący w tamtejszej flocie nazwę „BDS-55”.                                                                  |                                                                    | [ 76 ] [ 81 ] |
| LCT(5)         | standardowa: 133 załadowany: 311            | 38,5            | „ODS-56”  | 18 maja 1951         | 15 kwietnia 1960     | Okręt ex-amerykański, noszący w tamtejszej flocie nazwę „BDS-56”.                                                                  |                                                                    | [ 76 ] [ 81 ] |
| LCT(5)         | standardowa: 133 załadowany: 311            | 38,5            | „ODS-57”  | 23 czerwca 1952      | 28 grudnia 1957      | Okręt ex-amerykański, noszący w tamtejszej flocie nazwę „BDS-57”.                                                                  |                                                                    | [ 76 ] [ 81 ] |
| LCT(5)         | standardowa: 133 załadowany: 311            | 38,5            | „ODS-58”  | 23 czerwca 1952      | 25 stycznia 1960     | Okręt ex-amerykański, noszący w tamtejszej flocie nazwę „BDS-58”.                                                                  |                                                                    | [ 76 ] [ 81 ] |
| LCT(5)         | standardowa: 133 załadowany: 311            | 38,5            | „ODS-59”  | 3 sierpnia 1952      | 1 września 1963      | Okręt ex-amerykański, noszący w tamtejszej flocie nazwę „BDS-59”. Pod koniec służby w PMW przemianowany na bazę ratowniczą „BR-1”. |                                                                    | [ 76 ] [ 81 ] |
| LCT(5)         | standardowa: 133 załadowany: 311            | 38,5            | „ODS-60”  | 3 sierpnia 1952      | 28 grudnia 1957      | Okręt ex-amerykański, noszący w tamtejszej flocie nazwę „BDS-60”.                                                                  |                                                                    | [ 76 ] [ 81 ] |
| LCM(3)         | standardowa: 23 załadowany: 51              | 15,2            |           | „ODM-100”            | 5 października 1951  | 25 maca 1964 | Okręt ex-amerykański, noszący w tamtejszej flocie nazwę „BDM-100”. | [ 76 ] [ 82 ] |
| LCM(3)         | standardowa: 23 załadowany: 51              | 15,2            | „ODM-101” | 5 października 1951  | 2 lutego 1965        | Okręt ex-amerykański, noszący w tamtejszej flocie nazwę „BDM-101”.                                                                 |                                                                    | [ 76 ] [ 82 ] |
| LCM(3)         | standardowa: 23 załadowany: 51              | 15,2            | „ODM-102” | 5 października 1951  | 25 maca 1964         | Okręt ex-amerykański, noszący w tamtejszej flocie nazwę „BDM-102”.                                                                 |                                                                    | [ 76 ] [ 82 ] |
| LCP(L)         | standardowa: 6,5 załadowany: 10,7           | 11,2            |           | „KD-19”              | 13 kwietnia 1948     | 31 sierpnia 1963 | Okręt ex-amerykański.                                              | [ 76 ] [ 83 ] |
| LCP(L)         | standardowa: 6,5 załadowany: 10,7           | 11,2            | „KD-28”   | 13 kwietnia 1948     | 31 sierpnia 1963     | Okręt ex-amerykański. |                                                                    | [ 76 ] [ 83 ] |
| LCP(L)         | standardowa: 6,5 załadowany: 10,7           | 11,2            | „KD-37”   | 13 kwietnia 1948     | 1 lipca 1962         | Okręt ex-amerykański. |                                                                    | [ 76 ] [ 83 ] |
| LCP(L)         | standardowa: 6,5 załadowany: 10,7           | 11,2            | „KD-46”   | 13 kwietnia 1948     | 31 sierpnia 1963     | Okręt ex-amerykański. |                                                                    | [ 76 ] [ 83 ] |
| LCP(L)         | standardowa: 6,5 załadowany: 10,7           | 11,2            | „KD-55”   | 13 kwietnia 1948     | 31 sierpnia 1963     | Okręt ex-amerykański. |                                                                    | [ 76 ] [ 83 ] |
| LCP(L)         | standardowa: 6,5 załadowany: 10,7           | 11,2            | „KD-64”   | 13 kwietnia 1948     | 1 lipca 1962         | Okręt ex-amerykański. |                                                                    | [ 76 ] [ 83 ] |
| proj. 709/709M | pełna: 28,0 (po modernizacji 29,5)          | 16,46           |           | „KD-22”              | 1 listopada 1962     | 15 grudnia 1987 |                                                                    | [ 76 ] [ 84 ] |
| proj. 709/709M | pełna: 28,0 (po modernizacji 29,5)          | 16,46           | „KD-25”   | 11 czerwca 1963      | 30 listopada 1988    | |                                                                    | [ 76 ] [ 84 ] |
| proj. 709/709M | pełna: 28,0 (po modernizacji 29,5)          | 16,46           | „KD-31”   | 3 lutego 1964        | 30 listopada 1988    | |                                                                    | [ 76 ] [ 84 ] |
| proj. 709/709M | pełna: 28,0 (po modernizacji 29,5)          | 16,46           | „KD-34”   | 3 lutego 1964        | 16 października 1989 | |                                                                    | [ 76 ] [ 84 ] |
| proj. 709/709M | pełna: 28,0 (po modernizacji 29,5)          | 16,46           | „KD-37”   | 12 lutego 1964       | 16 października 1989 | |                                                                    | [ 76 ] [ 84 ] |
| proj. 709/709M | pełna: 28,0 (po modernizacji 29,5)          | 16,46           | „KD-40”   | 29 kwietnia 1964     | 1 czerwca 1990       | |                                                                    | [ 76 ] [ 84 ] |
| proj. 709/709M | pełna: 28,0 (po modernizacji 29,5)          | 16,46           | „KD-19”   | 29 kwietnia 1964     | 16 października 1989 | |                                                                    | [ 76 ] [ 84 ] |
| proj. 709/709M | pełna: 28,0 (po modernizacji 29,5)          | 16,46           | „KD-43”   | 29 kwietnia 1964     | 16 października 1989 | |                                                                    | [ 76 ] [ 84 ] |
| proj. 709/709M | pełna: 28,0 (po modernizacji 29,5)          | 16,46           | „KD-58”   | 7 czerwca 1964       | 1 czerwca 1990       | |                                                                    | [ 76 ] [ 84 ] |
| proj. 709/709M | pełna: 28,0 (po modernizacji 29,5)          | 16,46           | „KD-46”   | 17 lipca 1964        | 1 czerwca 1990       | |                                                                    | [ 76 ] [ 84 ] |
| proj. 709/709M | pełna: 28,0 (po modernizacji 29,5)          | 16,46           | „KD-49”   | 27 lipca 1964        | 1 czerwca 1990       | |                                                                    | [ 76 ] [ 84 ] |
| proj. 709/709M | pełna: 28,0 (po modernizacji 29,5)          | 16,46           | „KD-52”   | 17 października 1964 | 1 czerwca 1990       | |                                                                    | [ 76 ] [ 84 ] |
| proj. 709/709M | pełna: 28,0 (po modernizacji 29,5)          | 16,46           | „KD-55”   | 18 grudnia 1964      | 1 czerwca 1990       | |                                                                    | [ 76 ] [ 84 ] |
| proj. 709/709M | pełna: 28,0 (po modernizacji 29,5)          | 16,46           | „KD-28”   | 4 lutego 1965        | 1 czerwca 1990       | |                                                                    | [ 76 ] [ 84 ] |
| proj. 709/709M | pełna: 28,0 (po modernizacji 29,5)          | 16,46           | „KD-61”   | 4 lutego 1965        | 16 sierpnia 1989     | |                                                                    | [ 76 ] [ 84 ] |
| proj. 719      | pełna: 28,8                                 | 19,7            |           | „KD-64”              | 9 marca 1975         | 31 sierpnia 1984 | Okręty eksperymentalne, wykonane z tworzyw sztucznych.             | [ 76 ] [ 85 ] |
| proj. 719      | pełna: 28,8                                 | 19,7            | „KD-67”   | 9 marca 1975         | 31 sierpnia 1984     | | Okręty eksperymentalne, wykonane z tworzyw sztucznych.             | [ 76 ] [ 85 ] |
| proj. 719      | pełna: 28,8                                 | 19,7            | „KD-70”   | 9 marca 1975         | 31 sierpnia 1984     | | Okręty eksperymentalne, wykonane z tworzyw sztucznych.             | [ 76 ] [ 85 ] |

### Okręty hydrograficzne
| Projekt                          | Wyporność (tony) | Długość (metry) | Zdjęcie | Okręt          | Wejście do służby | Wycofanie ze służby | Uwagi | Przypis       |
| -------------------------------- | ---------------- | --------------- | ------- | -------------- | ----------------- | ------------------- | --- | ------------- |
| zbudowany na bazie trawlera B-10 | 1186             | 69,3            |         | ORP „Bałtyk”   | 7 listopada 1954  | 6 grudnia 1982      | W 1969 roku przebudowany na okręt rozpoznawczy                                                                 | [ 86 ] [ 87 ] |
| proj. 861                        | 1540             | 73,3            |         | ORP „Kopernik” | 20 lutego 1971    | 20 maja 2006        | Obecnie zacumowany przy nabrzeżu w basenie w Gdańsku-Westerplatte jako obiekt szkoleniowy dla sił specjalnych. | [ 89 ]        |

### Okręty szkolne
| Projekt         | Wyporność (tony)              | Długość (metry) | Zdjęcie | Okręt       | Wejście do służby | Wycofanie ze służby | Uwagi                       | Przypis              |
| --------------- | ----------------------------- | --------------- | ------- | ----------- | ----------------- | ------------------- | --------------------------- | -------------------- |
| proj. 888       | standardowa: 1489 pełna: 1745 | 72,24           |         | ORP „Gryf”  | 26 września 1976  | 31 maja 2005        |                             | [ 90 ] [ 91 ] [ 92 ] |
| Szkuner gaflowy | 500                           | 50,7            |         | ORP „Iskra” | 6 maja 1928       | 26 listopada 1977   |                             | [ 93 ] [ 94 ]        |
| Hansa A         | standardowa: 3244 pełna: 4222 | 91,83           |         | ORP „Gryf”  | 10 lipca 1951     | 24 września 1976    | wcześniej ORP „Zetempowiec” |                      |